# Fannia lustrator
Fannia lustrator är en tvåvingeart som först beskrevs av Harris 1780.  Fannia lustrator ingår i släktet Fannia och familjen takdansflugor. Arten är reproducerande i Sverige. Inga underarter finns listade i Catalogue of Life.

## Bildgalleri

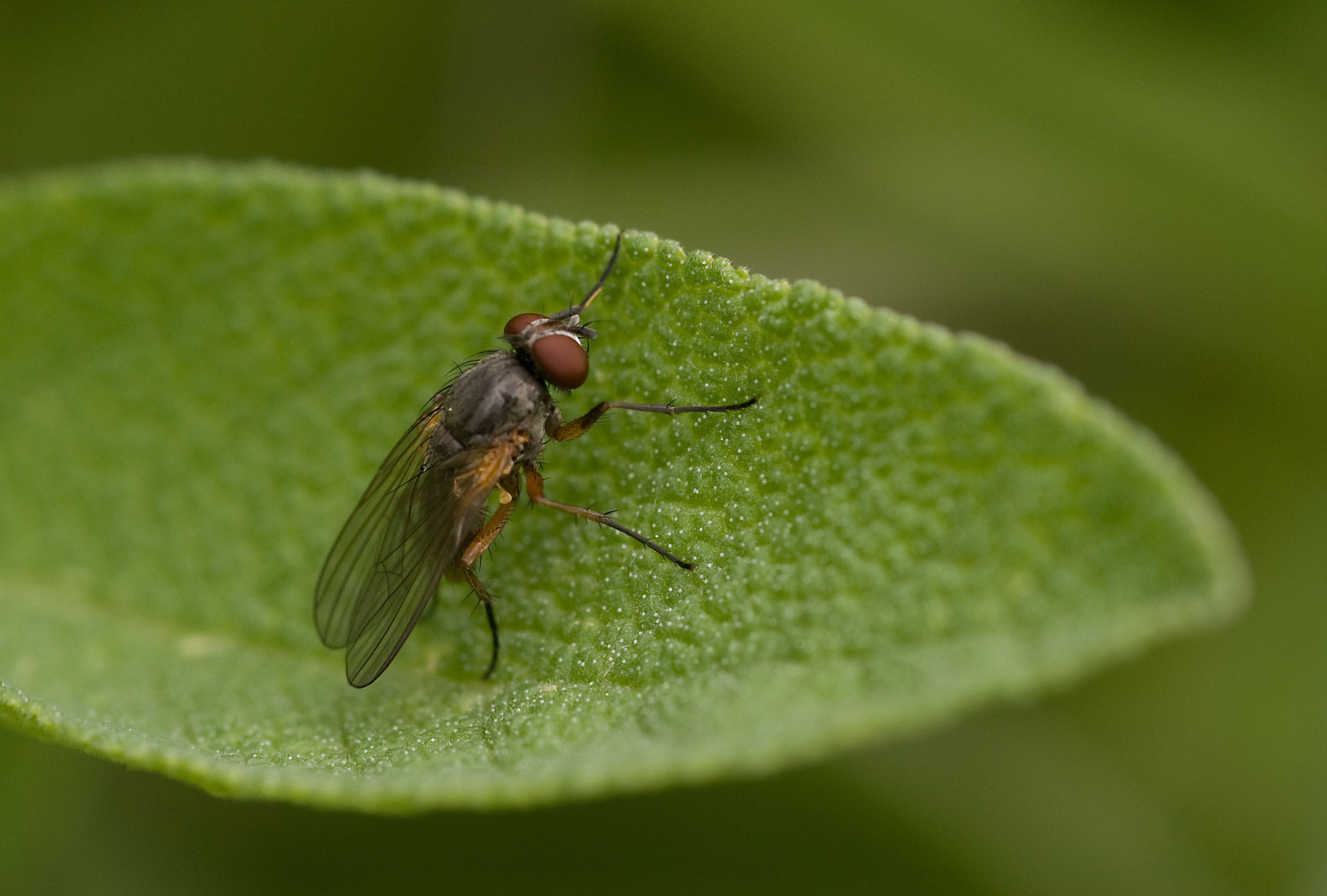
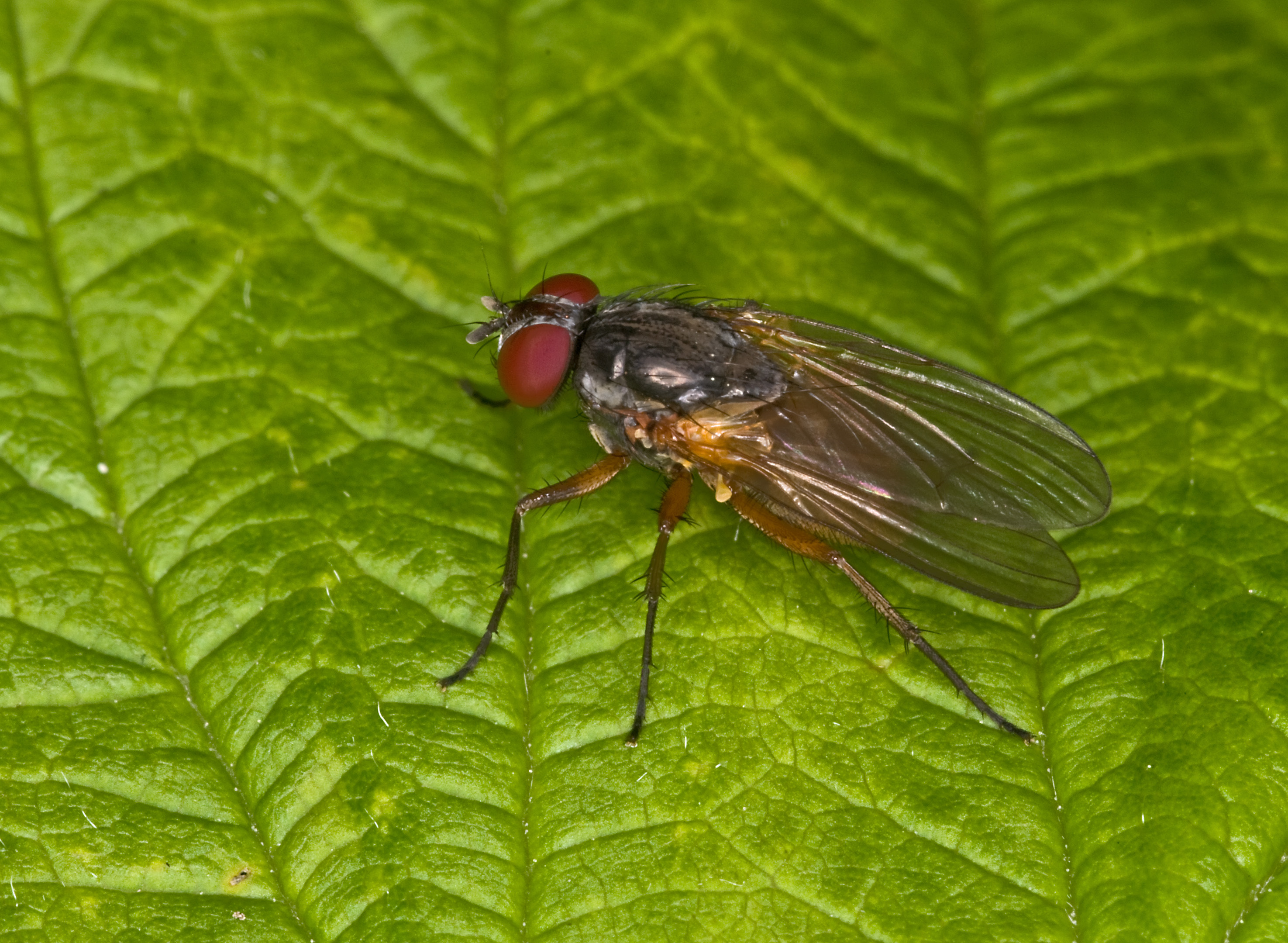
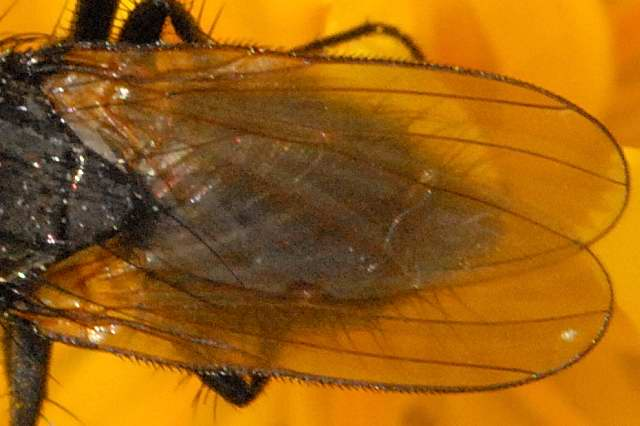